# Harry R. Melone, Jr.
Harry Roberts Melone, Jr. (30 de junio de 1928 - 30 de enero de 2009) fue un embajador de Estados Unidos en Ruanda.
Melone nació en Auburn, New York. Realizó su educación básica en el Dartmouth College en 1950.
En 1951, se unió al Departamento de Estado de los Estados Unidos y fue enviado a Tabriz, Teherán, Yaundé y al Departamento de Estado. Sirvió como subembajador en Bangui (1961–63) y en Niamey (1963–64), como oficial de relaciones internacionales en el Departamento de Relaciones Africanas en el Departamento de Estado. Sirvió también como consejero de Asuntos Culturales Africanos en la Misión de Estados Unidos para las Naciones Unidas (1966–68) y como asesor de asuntos políticos en Conakry (1968–69). Melone asistió al Colegio Nacional de Guerra de 1970-71, y fue designado Embajador de la República de Ruanda por el presidente Jimmy Carter el 24 de septiembre de 1979.